# Nives
Nives ([/'nivəs/]) ist ein weiblicher und männlicher Vorname romanischen Ursprungs.

## Herkunft und Bedeutung
Der Name stammt vom italienischen neve oder spanischen nieve ab, was ‚schneeweiß‘ oder einfach nur ‚Schnee‘ bedeutet.
Er ist eine Kurzform des Namens der heiligen Nuestra Señora de las Nieves ‚Unsere Dame des Schnees‘. Dieser Name geht auf die Legende von Maria Schnee zurück.

## Verbreitung
Der Name wird häufig im italienischen und spanischen Raum vergeben. Er wird auch in Kroatien verwendet, wahrscheinlich als Überbleibsel napoleonisch-spanischer Söldner, die im 19. Jahrhundert in der Region um Dubrovnik dienten.

## Varianten
Nieves, Niva, Nivea, Nevis, Snijezana (als kroatische bzw. slawische Form), Neus (katalanische Form)

## Bekannte Namensträger

### Nives
- Nives Celzijus (* 1981), kroatische Sängerin, Model und Schriftstellerin
- Nives Meroi (* 1961), italienische Extrembergsteigerin
- Nives Widauer (* 1965), Schweizer Künstlerin

### Nieves
- Nieves Carrasco (* 1979), costa-ricanischer Radrennfahrer
- Nieves Hernández (1901–1986), mexikanischer Fußballspieler
- Nieves Navarro (* 1938), spanische Schauspielerin

### Sonstige
- Maria das Neves von Portugal